# تپه کپک لو ۱V
تپه کپک لو ۱V مربوط به دوره اشکانیان است و در شهرستان همدان، بخش مرکزی، دهستان سنگستان، ۳ کیلومتری روستای گرگوز واقع شده و این اثر در تاریخ ۲۳ بهمن ۱۳۸۵ با شمارهٔ ثبت ۱۷۱۳۵ به‌عنوان یکی از آثار ملی ایران به ثبت رسیده است.